# Kap Page
Kap Page (in Chile Cabo Comandante Byers) ist ein Kap an der Davis-Küste des Grahamlands auf der Antarktischen Halbinsel. Es liegt 21 km südwestlich des Kap Kater und markiert die westliche Begrenzung der Einfahrt zur Vinitsa Cove an der Orléans-Straße.
Teilnehmer der Schwedischen Antarktisexpedition (1901–1903) unter der Leitung Otto Nordenskjölds kartierten es grob. Luftaufnahmen der Hunting Aerosurveys Ltd. aus den Jahren von 1955 bis 1957 dienten dem Falklands Islands Dependencies Survey für eine neuerliche Kartierung. Das UK Antarctic Place-Names Committee benannte das Kap 1960 nach dem britischen Flugzeugkonstrukteur Frederick Handley Page (1885–1962), Präsident der Royal Aeronautical Society von 1945 bis 1947.